# NHL Winter Classic 2009

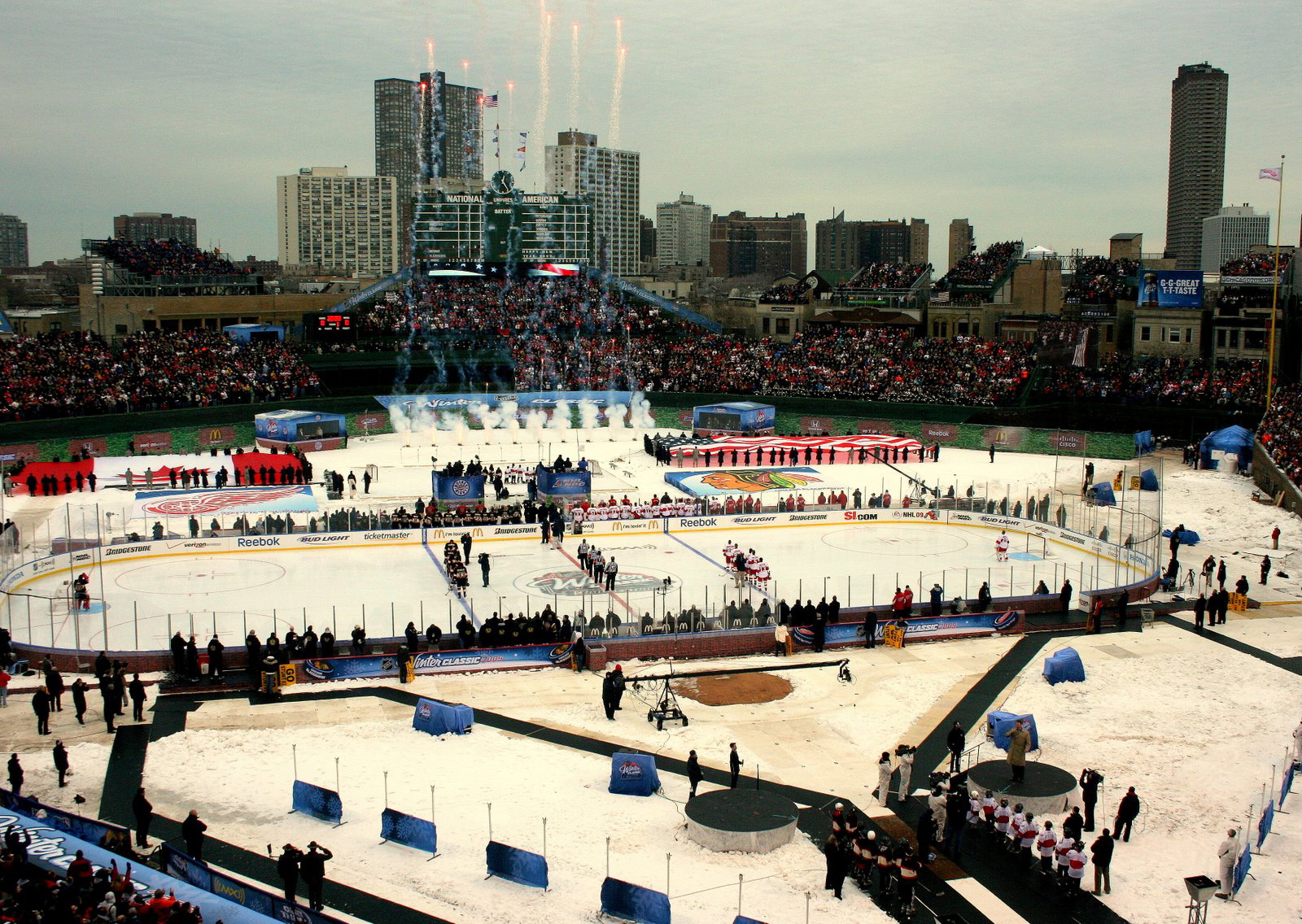
NHL Winter Classic på Wrigley Field, 2009.

Bridgestone NHL Winter Classic 2009 var ett sportarrangemang i den nordamerikanska ishockeyligan National Hockey League (NHL) där en grundspelsmatch spelades utomhus mellan Chicago Blackhawks och Detroit Red Wings på Wrigley Field i Chicago, Illinois i USA den 1 januari 2009.

## Matchen

### Trupperna
Lagens spelartrupper till matchen.
| Namn               | Namn               | Namn           |
| Målvakter          | Målvakter          | Målvakter      |
| ------------------ | ------------------ | -------------- |
| Nikolaj Chabibulin |                    |                |
| Cristobal Huet     |                    |                |
| Backar             |                    |                |
| Cam Barker         |                    |                |
| Brian Campbell     |                    |                |
| Duncan Keith (A)   |                    |                |
| Brent Seabrook     |                    |                |
| Matt Walker        |                    |                |
| James Wisniewski   |                    |                |
| Forwards           |                    |                |
| Namn               | Namn               | Position       |
| Craig Adams        | Craig Adams        | Högerforward   |
| Dave Bolland       | Dave Bolland       | Center         |
| Troy Brouwer       | Troy Brouwer       | Högerforward   |
| Dustin Byfuglien   | Dustin Byfuglien   | Högerforward   |
| Ben Eager          | Ben Eager          | Vänsterforward |
| Colin Fraser       | Colin Fraser       | Center         |
| Martin Havlát      | Martin Havlát      | Högerforward   |
| Patrick Kane       | Patrick Kane       | Högerforward   |
| Andrew Ladd        | Andrew Ladd        | Vänsterforward |
| Patrick Sharp (A)  | Patrick Sharp (A)  | Högerforward   |
| Jonathan Toews (C) | Jonathan Toews (C) | Center         |
| Kris Versteeg      | Kris Versteeg      | Högerforward   |
| Tränare            |                    |                |
| Joel Quenneville   |                    |                |

| Namn                  | Namn                  | Namn           |
| Målvakter             | Målvakter             | Målvakter      |
| --------------------- | --------------------- | -------------- |
| Ty Conklin            |                       |                |
| Chris Osgood          |                       |                |
| Backar                |                       |                |
| Chris Chelios         |                       |                |
| Niklas Kronwall       |                       |                |
| Brett Lebda           |                       |                |
| Nicklas Lidström (C)  |                       |                |
| Andreas Lilja         |                       |                |
| Brian Rafalski        |                       |                |
| Brad Stuart           |                       |                |
| Forwards              |                       |                |
| Namn                  | Namn                  | Position       |
| Daniel Cleary         | Daniel Cleary         | Högerforward   |
| Pavel Datsiuk         | Pavel Datsiuk         | Center         |
| Kris Draper (A)       | Kris Draper (A)       | Center         |
| Valtteri Filppula     | Valtteri Filppula     | Center         |
| Johan Franzén         | Johan Franzén         | Center         |
| Tomas Holmström       | Tomas Holmström       | Vänsterforward |
| Marián Hossa          | Marián Hossa          | Högerforward   |
| Jiří Hudler           | Jiří Hudler           | Center         |
| Kirk Maltby           | Kirk Maltby           | Vänsterforward |
| Mikael Samuelsson     | Mikael Samuelsson     | Högerforward   |
| Henrik Zetterberg (A) | Henrik Zetterberg (A) | Vänsterforward |
| Tränare               |                       |                |
| Mike Babcock          |                       |                |

### Resultatet
|  | 1 januari 2009 | Chicago Blackhawks | 4 – 6 | Detroit Red Wings | Wrigley Field                                                                                                 | |
|  |                | Första perioden: Kris Versteeg (PP) (3:24) Assists: Havlát, Seabrook Martin Havlát (PP) (12:37) Assists: Versteeg, Campbell Ben Eager (19:18) Assist: Havlát Andra perioden: — Tredje perioden: Duncan Keith (PP) (19:50) Assists: Sharp, Toews |       | Första perioden: (9:50) (PP) Mikael Samuelsson Assists: Zetterberg, Hossa Andra perioden: (1:14) Jiří Hudler Assists: Hossa, Zetterberg (12:43) Jiří Hudler Assists: Cleary, Rafalski (17:17) Pavel Datsiuk Assists: Franzén, Rafalski Tredje perioden: (3:07) (PP) Brian Rafalski Assists: Hudler, Holmström (3:24) Brett Lebda Assists: Zetterberg, Hossa | Chicago, Illinois, USA Publik: 40 818 Domare: Bill McCreary, Tim Peel Linjedomare: Andy McElman, Dan Schachte | Chicago, Illinois, USA Publik: 40 818 Domare: Bill McCreary, Tim Peel Linjedomare: Andy McElman, Dan Schachte |
|  |                | |       | | Chicago, Illinois, USA Publik: 40 818 Domare: Bill McCreary, Tim Peel Linjedomare: Andy McElman, Dan Schachte | Chicago, Illinois, USA Publik: 40 818 Domare: Bill McCreary, Tim Peel Linjedomare: Andy McElman, Dan Schachte |
|  |                | |       | | Chicago, Illinois, USA Publik: 40 818 Domare: Bill McCreary, Tim Peel Linjedomare: Andy McElman, Dan Schachte | Chicago, Illinois, USA Publik: 40 818 Domare: Bill McCreary, Tim Peel Linjedomare: Andy McElman, Dan Schachte |

#### Matchstatistik
|                     | Chicago Blackhawks | Detroit Red Wings |
| ------------------- | ------------------ | ----------------- |
| Powerplay           | 3/6                | 2/5               |
| Tacklingar          | 12                 | 11                |
| Vunna tekningar (%) | 59                 | 41                |
| Blockerade skott    | 6                  | 11                |
| Utvisningsminuter   | 10                 | 12                |

| Period | Chicago Blackhawks | Detroit Red Wings |
| ------ | ------------------ | ----------------- |
| Första | 14                 | 13                |
| Andra  | 13                 | 13                |
| Tredje | 10                 | 17                |
| Totalt | 37                 | 43                |

#### Utvisningar
| Spelare          | Utvisning       | Utvisningsminuter | Tid             |
| Första perioden  | Första perioden | Första perioden   | Första perioden |
| ---------------- | --------------- | ----------------- | --------------- |
| Ben Eager        | Slashing        | 2:00              | 4:52            |
| Dustin Byfuglien | Roughing        | 2:00              | 7:53            |
| Andra perioden   |                 |                   |                 |
| Jonathan Toews   | Hög klubba      | 2:00              | 4:35            |
| Brian Campbell   | Tripping        | 2:00              | 10:42           |
| Tredje perioden  |                 |                   |                 |
| James Wisniewski | Holding         | 2:00              | 2:20            |
| Källa:           |                 |                   |                 |

| Spelare                                            | Utvisning                | Utvisningsminuter | Tid             |
| Första perioden                                    | Första perioden          | Första perioden   | Första perioden |
| -------------------------------------------------- | ------------------------ | ----------------- | --------------- |
| Pavel Datsiuk                                      | Hakning                  | 2:00              | 0:37            |
| Jiří Hudler                                        | För många på isen        | 2:00              | 2:06            |
| Brett Lebda                                        | Delaying game            | 2:00              | 11:27           |
| Andreas Lilja                                      | Roughing                 | 2:00              | 13:01           |
| Andra perioden                                     |                          |                   |                 |
| Marián Hossa                                       | Interference mot målvakt | 2:00              | 4:28            |
| Tredje perioden                                    |                          |                   |                 |
| Valtteri Filppula                                  | Holding                  | 2:00              | 19:07           |
| Termer: Förseelser som leder till utvisningsstraff |                          |                   |                 |

### Statistik

#### Chicago Blackhawks

##### Utespelare
| Spelare          | Mål | Assist | Poäng | +/− | Utvisningsminuter | Skott | Vunna tekningar (%) | Tacklingar | Tid på isen |
| ---------------- | --- | ------ | ----- | --- | ----------------- | ----- | ------------------- | ---------- | ----------- |
| Martin Havlát    | 1   | 2      | 3     | 0   | 0                 | 4     | —                   | 0          | 15:17       |
| Kris Versteeg    | 1   | 1      | 2     | -1  | 0                 | 2     | 100                 | 0          | 17:01       |
| Ben Eager        | 1   | 0      | 1     | 0   | 2                 | 4     | —                   | 1          | 9:04        |
| Duncan Keith     | 1   | 0      | 1     | -2  | 0                 | 3     | —                   | 0          | 23:55       |
| Brian Campbell   | 0   | 1      | 1     | -2  | 2                 | 0     | —                   | 1          | 20:48       |
| Brent Seabrook   | 0   | 1      | 1     | -2  | 0                 | 1     | —                   | 3          | 21:59       |
| Patrick Sharp    | 0   | 1      | 1     | 0   | 0                 | 5     | 69                  | 1          | 17:23       |
| Jonathan Toews   | 0   | 1      | 1     | -2  | 2                 | 2     | 47                  | 1          | 16:56       |
| Craig Adams      | 0   | 0      | 0     | -1  | 0                 | 1     | —                   | 0          | 8:39        |
| Cam Barker       | 0   | 0      | 0     | 0   | 0                 | 1     | —                   | 1          | 11:58       |
| Dave Bolland     | 0   | 0      | 0     | 0   | 0                 | 2     | 45                  | 0          | 14:33       |
| Troy Brouwer     | 0   | 0      | 0     | -1  | 0                 | 0     | —                   | 1          | 11:58       |
| Dustin Byfuglien | 0   | 0      | 0     | -1  | 2                 | 1     | —                   | 2          | 14:37       |
| Colin Fraser     | 0   | 0      | 0     | -1  | 0                 | 1     | 73                  | 0          | 13:38       |
| Patrick Kane     | 0   | 0      | 0     | 0   | 0                 | 3     | —                   | 0          | 17:51       |
| Andrew Ladd      | 0   | 0      | 0     | -1  | 0                 | 2     | —                   | 1          | 14:18       |
| Matt Walker      | 0   | 0      | 0     | -1  | 0                 | 1     | —                   | 0          | 17:45       |
| James Wisniewski | 0   | 0      | 0     | 0   | 2                 | 4     | —                   | 0          | 23:36       |
| Källa:           |     |        |       |     |                   |       |                     |            |             |

##### Målvakt
| Spelare            | Skott mot sig | Räddningar | Insläppta mål | Räddningsprocent | Utvisningsminuter | Tid på isen |
| ------------------ | ------------- | ---------- | ------------- | ---------------- | ----------------- | ----------- |
| Cristobal Huet     | 30            | 24         | 6             | 0,800            | 0                 | 43:24       |
| Nikolaj Chabibulin | 13            | 13         | 0             | 1,000            | 0                 | 16:36       |
| Källa:             |               |            |               |                  |                   |             |

#### Detroit Red Wings

##### Utespelare
| Spelare           | Mål | Assist | Poäng | +/− | Utvisningsminuter | Skott | Vunna tekningar (%) | Tacklingar | Tid på isen |
| ----------------- | --- | ------ | ----- | --- | ----------------- | ----- | ------------------- | ---------- | ----------- |
| Jiří Hudler       | 2   | 1      | 3     | +3  | 0                 | 3     | 50                  | 0          | 14:36       |
| Brian Rafalski    | 1   | 2      | 3     | +2  | 0                 | 5     | —                   | 0          | 24:21       |
| Marián Hossa      | 0   | 3      | 3     | +1  | 2                 | 5     | —                   | 1          | 17:44       |
| Henrik Zetterberg | 0   | 3      | 3     | +2  | 0                 | 3     | 67                  | 1          | 19:50       |
| Pavel Datsiuk     | 1   | 0      | 1     | +2  | 2                 | 7     | 42                  | 2          | 20:40       |
| Brett Lebda       | 1   | 0      | 1     | +1  | 2                 | 3     | —                   | 0          | 11:40       |
| Mikael Samuelsson | 1   | 0      | 1     | 0   | 0                 | 2     | —                   | 0          | 12:04       |
| Daniel Cleary     | 0   | 1      | 1     | 0   | 0                 | 3     | 0                   | 0          | 14:39       |
| Johan Franzén     | 0   | 1      | 1     | +2  | 0                 | 1     | 0                   | 2          | 19:11       |
| Tomas Holmström   | 0   | 1      | 1     | +1  | 0                 | 0     | —                   | 0          | 17:16       |
| Chris Chelios     | 0   | 0      | 0     | 0   | 0                 | 0     | —                   | 0          | 1:57        |
| Kris Draper       | 0   | 0      | 0     | -1  | 0                 | 2     | 43                  | 1          | 12:55       |
| Valtteri Filppula | 0   | 0      | 0     | -1  | 2                 | 2     | 0                   | 2          | 15:25       |
| Niklas Kronwall   | 0   | 0      | 0     | 0   | 0                 | 1     | —                   | 0          | 21:10       |
| Nicklas Lidström  | 0   | 0      | 0     | +2  | 0                 | 2     | —                   | 0          | 24:59       |
| Andreas Lilja     | 0   | 0      | 0     | 0   | 2                 | 1     | —                   | 0          | 13:51       |
| Kirk Maltby       | 0   | 0      | 0     | 0   | 0                 | 1     | —                   | 1          | 9:21        |
| Brad Stuart       | 0   | 0      | 0     | +1  | 0                 | 2     | —                   | 1          | 19:10       |
| Källa:            |     |        |       |     |                   |       |                     |            |             |

##### Målvakt
| Spelare    | Skott mot sig | Räddningar | Insläppta mål | Räddningsprocent | Utvisningsminuter | Tid på isen |
| ---------- | ------------- | ---------- | ------------- | ---------------- | ----------------- | ----------- |
| Ty Conklin | 37            | 33         | 4             | 0,892            | 0                 | 60:00       |
| Källa:     |               |            |               |                  |                   |             |